# Roger Temam
Roger Meyer Temam (* 19. Mai 1940) ist ein französischer Mathematiker, der sich mit partiellen Differentialgleichungen und ihren Anwendungen in der Kontinuumsmechanik, speziell den Navier-Stokes-Gleichungen, und Numerischer Simulation (Scientific Computing) beschäftigt.
Temam erwarb 1962 seine Agrégation und promovierte 1967 bei Jacques-Louis Lions an der Universität von Paris. Ab 1960 war er Assistent in der Fakultät für Mechanik der Faculté des sciences de Paris. Ab 1967 bis zu seiner Emeritierung 2003 war er Maitre des Conferences an der Universität Paris-Süd. Ab 1972 leitete er dort als Direktor das Labor für Numerische Analysis, ab 1977 das Labor für Mathematik. Gleichzeitig war er auch ab 1986 zeitweise an der Indiana University als Direktor des Institute for Scientific Computing and Applied Mathematics, zusammen mit Ciprian Foias. 1968 bis 1986 war er auch Maitre des Conferences an der École polytechnique.
Er befasste sich mit der Theorie dissipativer nichtlinearer Evolutionsgleichungen wie den Navier-Stokes-Gleichungen, bei denen er zeigte, dass die Dimension der Attraktoren endlich ist (in vielen Fällen konnte er auch Schranken für diese angeben) und in deren Theorie er das Konzept der Trägheitsmannigfaltigkeit einführte. Weiter befasste er sich mit den klassischen Eulergleichungen für Flüssigkeiten und der Korteweg-de-Vries-Gleichung. In der Geophysik befasste er sich in den 1990er Jahren mit Klimamodellen, speziell der Kopplung der Atmosphäre an die Ozeane. In der Plasmaphysik untersuchte er in den 1970er Jahren die Gleichgewichtsfiguren eingeschlossener Plasmen, teilweise in Zusammenarbeit mit der französischen Tokamak-Gruppe am Kernforschungszentrum in Fontenay-aux-Roses. Weiter befasste er sich mit Variationsproblemen in der Plastizitätstheorie.
Unabhängig von Alexandre Chorin führte er 1968 die Projektionsmethode zur numerischen Behandlung der Navier-Stokes-Gleichung ein.
1968 bis 1984 war er wissenschaftlicher Berater der INRIA, 1974 bis 2000 an der CISIA.
1970 erhielt er den Prix Peccot des Collège de France. 2007 wurde er Mitglied der Französischen Akademie der Wissenschaften, deren Prix Carrière er 1977, deren Prix Alexandre Joannidès 1993 und deren Prix Jacques Louis Lions er 2003 erhielt. 1989 erhielt er den Seymour-Cray-Preis für Wissenschaftliches Rechnen. 1996 wurde er Ehrenprofessor der Fudan-Universität in Shanghai. 1970 war er Invited Speaker auf dem Internationalen Mathematikerkongress in Nizza (Quelques methodes de decomposition en analyse numerique). Er ist Fellow der American Mathematical Society, 2015 wurde er in die American Academy of Arts and Sciences gewählt.

## Schriften
- Navier-Stokes Equations: Theory and Numerical Analysis, North Holland 1974, 3. Auflage 1984, American Mathematical Society, 2001, ISBN 0-8218-2737-5
- Infinite Dimensional Dynamical Systems in Mechanics and Physics, Springer 1988, 2. Auflage 1997, ISBN 0-387-94866-X
- Mit Ciprian Foias, O. Manley, R. Rosa: Turbulence and Navier-Stokes Equations, Cambridge University Press, 2001, ISBN 0-521-36032-3
- Mit Ivar Ekeland: Convex Analysis and Variational Problems, North Holland 1977, Society for Industrial Mathematics, 1999, ISBN 0-89871-450-8 (französische Ausgabe bei Dunod 1974)
- Navier Stokes equations and nonlinear functional analysis, SIAM 1983, 1995
- Mit A. Miranville: Mathematical Modeling in Continuum Mechanics, 2001, 2. Auflage, Cambridge University Press, 2005, ISBN 0-521-61723-5
- Problèmes mathématiques en plasticité, Gauthiers-Villars 1983 (englische Übersetzung 1985)
- Mit Peter Constantin, C. Foias, B. Nicolaenko: Integral Manifolds and Inertial Manifolds for Dissipative Partial Differential Equations, Springer-Verlag, Applied Mathematical Sciences Series, Bd. 70, 1988
- Some developments on the Navier Stokes equations in the second half of the 20th century, in Jean-Paul Pier Development of mathematics 1950-2000, Birkhäuser 2000